# Genius
För andra betydelser, se Genius (olika betydelser).

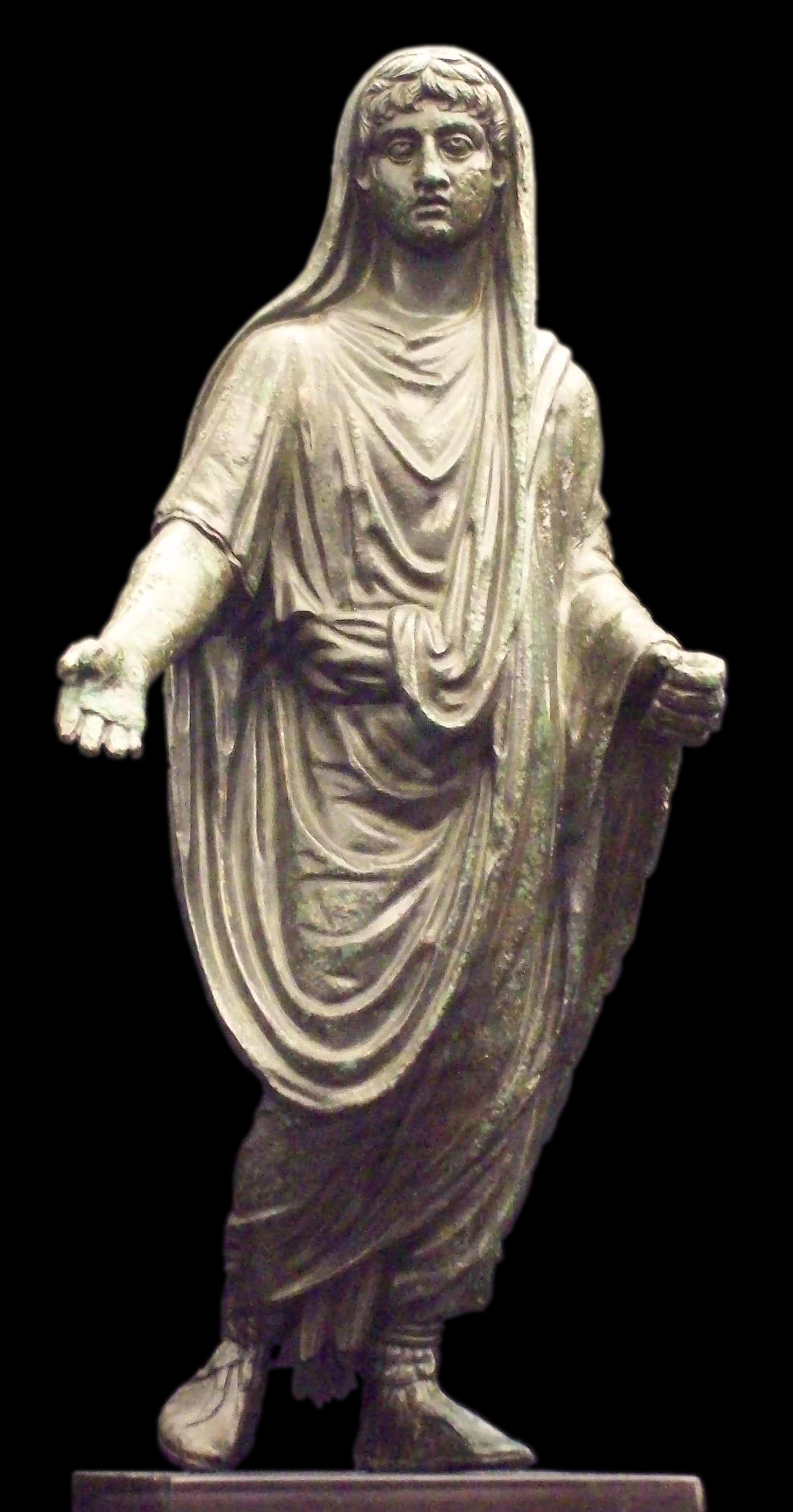
Genius (000-talet, M.A.N., Madrid)

Genius (eller genie, plural genier, uttalas med mjukt 'j', till skillnad från geni/genier, som uttalas med sch-ljud) är i den romerska religionen namnet på den personliga skyddsande som varje man ansågs ha och som följde honom från födelsen till döden. Det var ett väsen av gudomlig natur, men oskiljaktigt förbundet med individen. På samma sätt hade varje kvinna sin juno (ej att förväxlas med gudinnan Juno). Särskilt på födelsedagen, men även vid andra högtidliga tillfällen, offrade man åt sin genius och gjorde sig, honom till ära, en glad dag. 
Senare vidgades begreppet genom att en plats, en stad och så vidare hade sin genius, ”skyddsande”. Även genier för familjer, samfund och så vidare omtalas. Genius kunde uppenbara sig som en orm och blev ofta framställd som en man som offrade och hade dennes anletsdrag.
Inom konsten och konsthantverket är genius (genie) även beteckning för en kärleksgud i barngestalt, erot.